# 바티리크스
바티칸 리크스 스캔들(Vatican leaks scandal), 또는 바티리크스(Vatileaks)는 바티칸 기밀 문서 유출 사건을 말한다. 2006년부터 교황 베네딕토 16세의 집사로 일한 파올로 게이브리엘(Paolo Gabriele)은 교황청 관련 문서들을 잔루이지 누치(Gianluigi Nuzzi)에게 유출하였으며, 누치는 이 문서들을 토대로 《His Holiness: The Secret Papers of Benedict XVI》을 발간하였다. 바티칸 경찰은 게이브리엘의 집에서 교황궁에서 빼돌린 기밀 문서 1000여 건을 발견했다. 해당 문서들에는 성직자들의 뇌물 비리, 바티칸 은행의 돈세탁 혐의 등이 담겨 있었다.

## 내용
게이브리엘이 유출한 문건에는 바티칸 고위 성직자들이 외부 업체와의 계약에서 가격을 부풀리는 등 비리를 저지르고 자신과 친밀한 업체를 꼽아 주로 계약했다는 내용 등이 담겨 있다.
특히 이 과정에서 바티칸 은행이 '돈세탁'을 했다는 내용도 포함되어 있다.
또 교황을 만나게 해주는 대가로 기업인과 명사에게 거액의 돈을 받았다는 의혹도 제기됐다.
문건에는 일부 고위 성직자들이 이탈리아 TV 유명 토크쇼 진행자 브루노 베스파에게 교황 알현을 주선하고 1만유로(약 1500만원)을 받았다는 내용이 담겨있는 것으로 전해졌다.
뿐만 아니라 바티칸 신문 편집장이 라이벌 편집장 후보를 떨어뜨리기 위해 그가 동성애자라고 이탈리아 신문에 제보했다는 내용 등도 포함됐다.

## 사건의 영향
이 문건은 '교황 성하(His Holiness)'라는 제목의 책으로도 발간되었다. 이 책은 이탈리아 주요 서점에서 판매 1위를 차지하기도 했다.
게이브리엘은 지난 2012년 5월 25일(현지시간) 교황 서재에서 편지와 비밀유서를 유출한 혐의로 붙잡혔다.
이 사건 이후 교황 베네딕토 16세는 임기 중반 돌연 사임하고 예수회의 프란치스코 교황이 자리를 차지했다. 현직 교황이 임기 중반에 스스로 물러나는 것은 대단히 이례적이다. 현 교황이 자진 사임 한 경우는 바티칸 사상 두번째이자, 1294년 즉위 후 5개월 만에 그만 둔 첼레스티노 5세 이후 처음이다.

## 성직자 동성애 문제
이 사건 당시 이탈리아 언론에서는 `교황청의 동성애자 성직자들을 겨냥한 협박이나 동성애 관계에 기반을 둔 (성직자의) 편애 등을 포함한 폭로 내용에 대해 추기경들이 조사한 비밀보고서가 있다'고 보도한 바 있다. 이 보고서는 전임 교황 베네딕토 16세가 지명한 추기경 3명이 작성했으며, `바티리크스'파문에 대한 광범위한 조사를 다룬 것이다. 추기경들은 수십 명의 교황청 관계자들을 심문해 2012년 12월 베네딕토 16세에게 최종 보고서를 작성했다. 베네딕토 16세가 2013년 2월 11일 퇴위를 발표하기 며칠 전 이탈리아의 언론 매체인 `파노라마 뉴스 위클리'와 `리퍼블릭카 데일리'는 이 보고서에 (동성애자 성직자에 대한) 협박 시도와 (일부 성직자의) 동성애자 편애 혐의에 대한 내용이 포함되어 있다고 보도했다.
베네딕토 16세가 고령과 건강상의 이유를 들어 퇴위를 발표했지만, 실제로는 가톨릭 교회 내의 이런 비리와 바티리크스 파문에 환멸을 느껴 퇴위를 결심한 것으로 보고 있다.

## 같이 보기
- 바티칸 은행